# Annette Dobmeier
Annette Dobmeier (Tauberbischofsheim, 10 febbraio 1968) è un'ex schermitrice tedesca, vincitrice di una medaglia d'argento nella scherma ai giochi olimpici.